# Miracolo eucaristico di Poznań

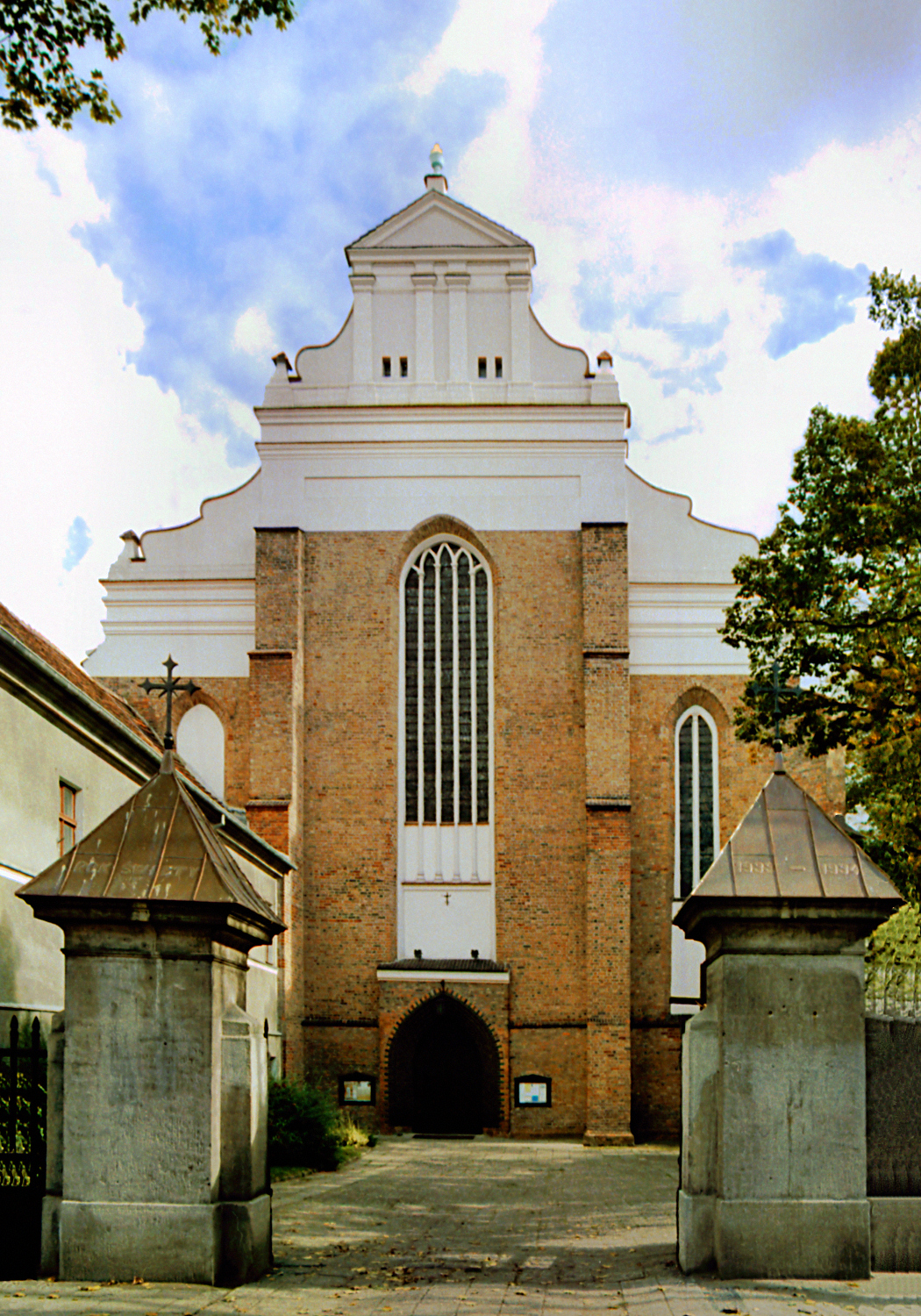
Chiesa del Corpus Christi a Poznań

Il miracolo eucaristico di Poznań sarebbe avvenuto nell'omonima cittadina polacca nell'anno 1399: tre ostie consacrate, rubate e profanate da vandali, avrebbero stillato sangue e, gettate dai malfattori, sarebbero state recuperate in modo ritenuto miracoloso.

## Storia
Nel 1399 a Poznań, nella Polonia occidentale, un gruppo di amici, ostili al Cristianesimo, commissionarono a una donna, promettendole una grossa ricompensa, il furto di tre ostie consacrate. Appena in possesso delle particole le profanarono con un punteruolo ma, secondo quanto tramandato dalla tradizione, subito sgorgò sangue, bagnando il viso di una ragazza del gruppo che era cieca e che recuperò la vista. I profanatori cercarono, senza riuscirci, di distruggere le ostie, per poi gettarle in una palude presso il vicino fiume Warta. Successivamente un giovane pastore, passando vicino alla palude, vide le tre ostie luminose sollevate in aria, informando le autorità. Dapprima non fu creduto, poi il vescovo Wojciech Jastrzębiec, dopo fervide preghiere, recuperò le particole, che discesero nella pisside che teneva in mano.
Il re Wladyslav Jagiello, recatosi a Poznań in pellegrinaggio, fece costruire una chiesa dedicata al Corpus Domini sul luogo dell'episodio. In seguito, nel luogo dove era stato commesso il sacrilegio, venne edificato un santuario, dove tuttora si conserva il tavolo macchiato dal sangue. Attualmente, nella chiesa del Corpus Christi di Poznań, ogni giovedì si porta in processione il Santissimo Sacramento per ricordare il presunto miracolo.